# Malina Terrell
Malina Anise Terrell (Richmond, 12 marzo 1992) è una pallavolista statunitense, opposto dell'AEK Atene.

## Biografia
Maline Terrell nasce a Richmond, in California, da Donna Rayon Terrell e Alfred Terrell. Nel 2010 si diploma alla Salesian High Schoool. In seguito studia alla University of San Francisco.

## Carriera

### Club
Cresciuta pallavolisticamente nel Golden Bears, gioca anche a livello scolastico con la Salesian HS. Dopo il diploma entra a far parte della squadra di pallavolo femminile della San Francisco, prendendo parte alla NCAA Division I dal 2010 al 2013.
Nella stagione 2014-15 firma il suo primo contratto professionistico in Danimarca, ingaggiata dal Fortuna Odense, impegnato in VolleyLigaen. Nella stagione seguente approda allo FTSV Straubing, neopromosso in 1. Bundesliga; conclusi gli impegni con la formazione tedesca, gioca per il finale della Liga de Voleibol Superior Femenino 2016 con le Indias de Mayagüez.
Nel campionato 2016-17 firma per l'Oriveden Ponnistus, club della Lentopallon Mestaruusliiga, dove milita anche nel campionato successivo, difendendo però i colori del Kuusamon. Nella stagione 2018-19 approda alle campionesse di Francia del Béziers, in Ligue A: resta legata al club transalpino per tre annate, dopo le quali, nel campionato 2021-22, si trasferisce in Grecia per difendere i colori dell'AEK Atene, in Volley League.